# Loren Roberts

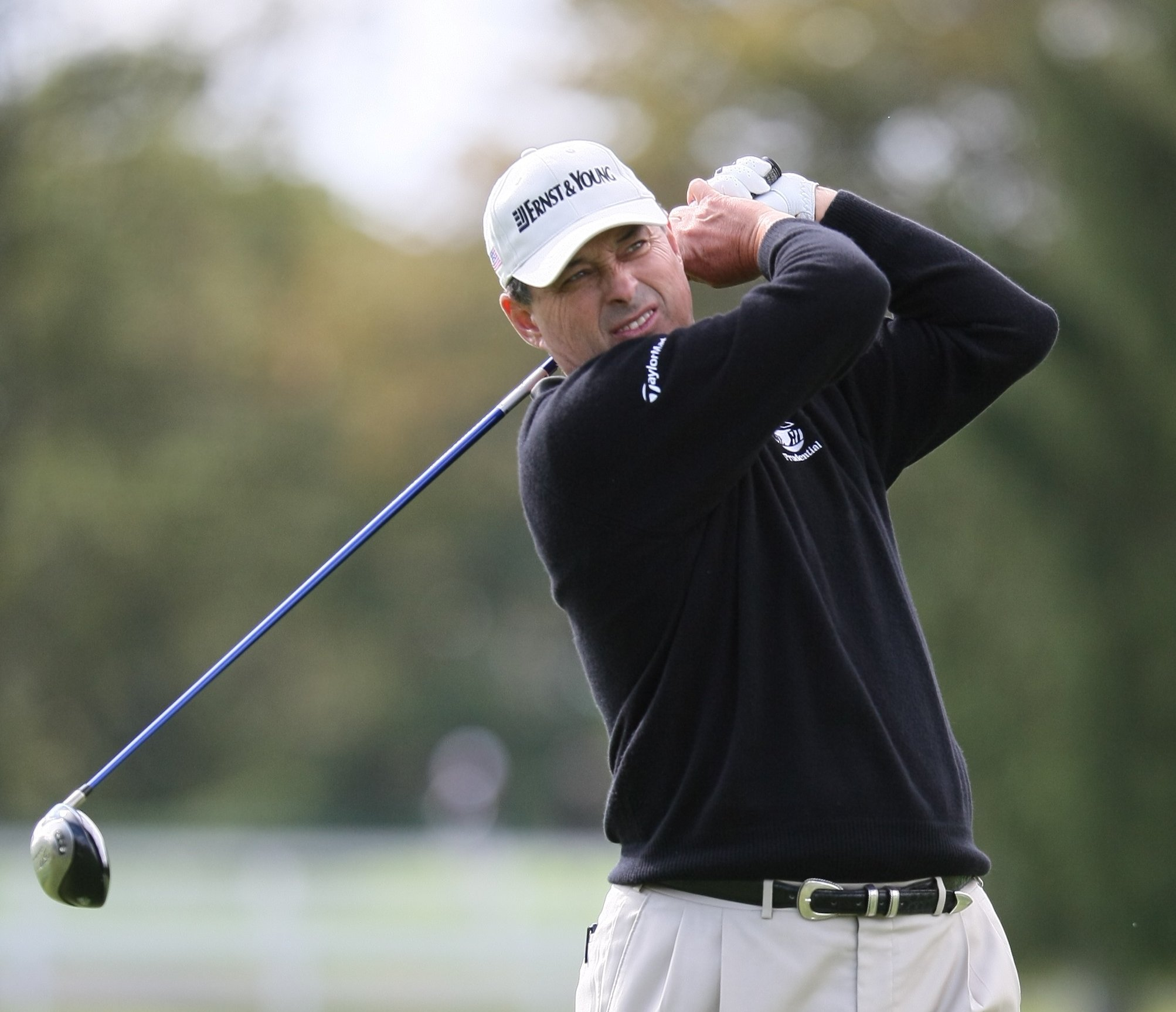
Loren Roberts

Loren Roberts (San Luis Obispo, Californië, 24 juni 1955)  is een Amerikaanse professioneel golfer.

## Amateur
Roberts zat op de San Luis Obispo High School en daarna op de California Polytechnic State University. 

## Professional
Roberts werd in 1975 professional. Hij ging als pro werken op de San Luis Obispo Golf & Country Club en later op de Morro Bay Golf Course in Californië. In 1979 won hij het PGA Assistent kampioenschap en het jaar daarop eindigde hij op de tweede plaats. Hij speelde in die periode op de Australasia Tour.
Na enkele vergeefse pogingen behaalde hij in 1980 een spelerskaart op de Tourschool voor de Amerikaanse PGA Tour van 1981, waar hij in 1994 zijn eerste toernooi won. Vanaf dat moment ging alles beter. Hij verdiende meer dan $15.000.000, hetgeen hem levenslang lid van de Tour maakt, en kwam in de top-20 van de wereldranglijst.
In 1994 eindigde het US Open in een play-off, die toen nog over achttien holes ging. Zijn lotgenoten waren Ernie Els en Colin Montgomerie. Na achttien holes viel Montgomerie af. Roberts en Els moesten daarna een sudden-death spelen, die Els na enkele holes won.

### Gewonnen

#### PGA Tour
- 1994: Nestle Invitational
- 1995: Nestle Invitational
- 1996: MCI Classic, Greater Milwaukee Open na play-off tegen  Jerry Kelly
- 1997: CVS Charity Classic
- 1999: GTE Byron Nelson Classic na play-off tegen  Steve Pate
- 2000: Greater Milwaukee Open
- 2002: Valero Texas Open

#### Elders
Buiten de Tour won hij o.a.:
- 1979: Foot-Joy PGA Assistant Professional Championship
- 1992: Ben Hogan Pebble Beach Invitational
- 1997: Callaway Golf Pebble Beach Invitational
- 1999: Tennessee Open

#### Champions Tour
In 2005 begon Roberts op de Champions Tour te spelen. Hij won als rookie al zijn eerste Major. 
In 2006 begon hij met drie opeenvolgende overwinningen, en haalde enke maanden later zijn tweede Major binnen.

- 2005: JELD-WEN Tradition na play-off tegen Dana Quigley
- 2006: MasterCard Championship, Turtle Bay Championship, The ACE Group Classic, Senior British Open na play-off  tegen Eduardo Romero
- 2007: The Boeing Championship at Sandestin, Constellation Energy Senior Players Championship
- 2008: Commerce Bank Championship
- 2009: The ACE Group Classic, Senior British Open na play-off tegen Fred Funk en Mark McNulty, Boeing Classic

### Teams
- Ryder Cup: 1995, 2006 (ass.captain)
- Presidents Cup: 1994 (winnaars), 2000 (winnaars)
- UBS Warburg Cup: 2001 (winnaars)

## Loren Roberts Pro-Am
Sinds 1995 wordt ieder jaar in mei de Loren Roberts Celebrity Pro-Am gespeeld op de Spring Creek Ranch in Collerville, Tennessee. De opbrengst gaat naar een kinderziekenhuis. 